# バタフライ・キス
『バタフライ・キス』（Butterfly Kiss）は1995年公開のイギリスの映画。マイケル・ウィンターボトムの映画監督デビュー作品。
連続殺人犯の女と、彼女に魅せられた女の逃避行を描く。
1995年ストックホルム映画祭新人監督賞受賞。第45回ベルリン国際映画祭金熊賞ノミネート。

## ストーリー
北イングランドのランカシャー。 ガソリンスタンドで働くミリアムは、ある日ユーニスという女と出会い、その謎めいた魅力に惹かれてしまう。 そうして、「ジュディス」という女を探しているというユーニスと、ミリアムとの危険な旅が始まった。

## キャスト
- アマンダ・プラマー：ユーニス
- サスキア・リーヴス：ミリアム
- リッキー・トムリンソン：ロバート
- キャシー・ジェイミソン：ウェンディ
- デス・マッカリア：エリック